# Podolí (Olomouc)
Podolí (in tedesco Podol) è un comune della Repubblica Ceca facente parte del distretto di Přerov, nella regione di Olomouc.